# Desigualdad de ingreso
| < 0,20 0,20 ↔ 0,24 0,25 ↔ 0,29 0,30 ↔ 0,34 0,35 ↔ 0,39 0,40 ↔ 0,44 | 0,45 ↔ 0,49 0,50 ↔ 0,54 0,55 ↔ 0,59 ≥ 0,60 Sin datos |

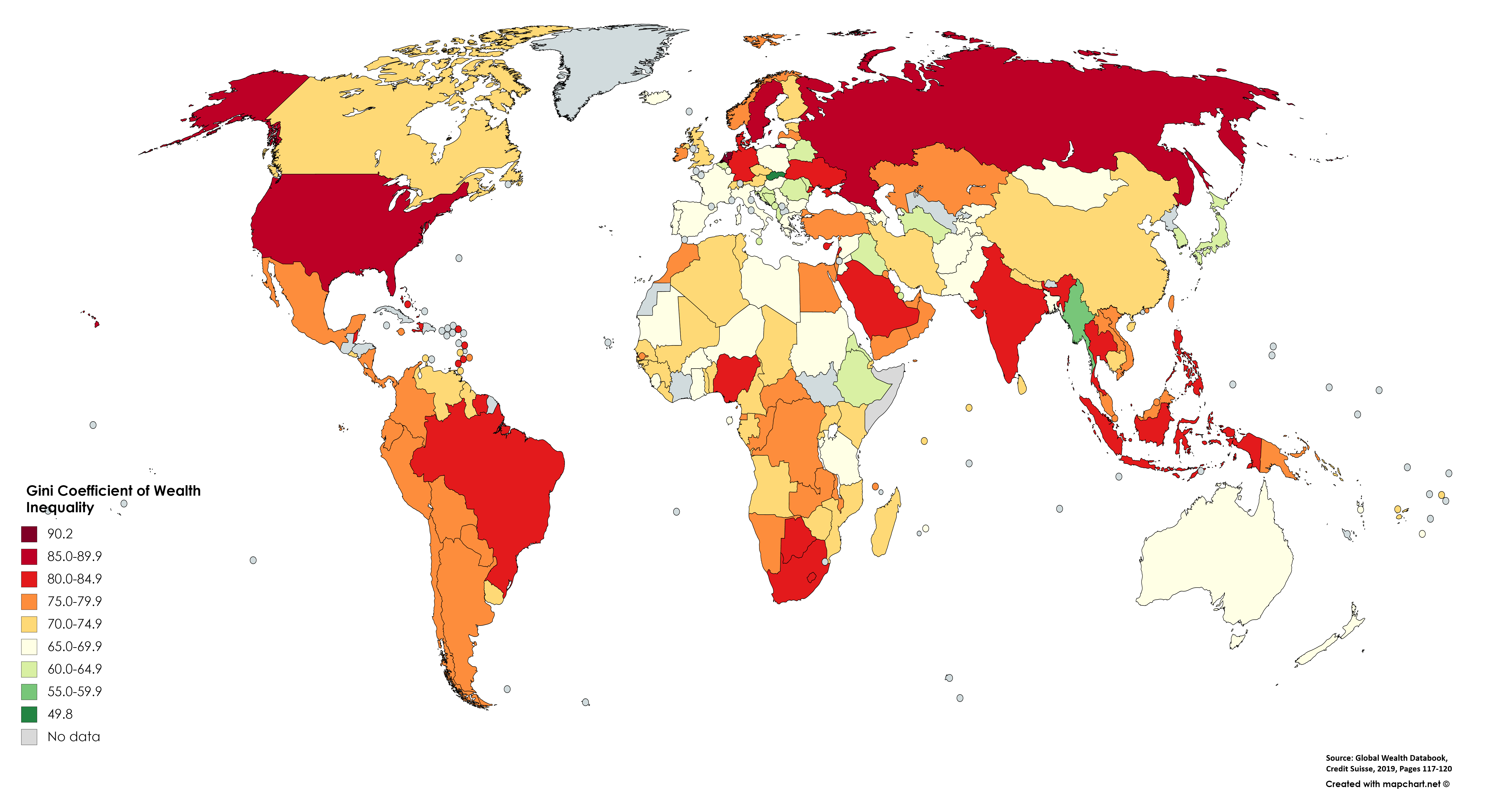
Desigualdad de la distribución de riqueza dentro de cada país en el año 2019, medida según el coeficiente de Gini: 0 corresponde a la perfecta igualdad (todos tienen la misma riqueza), y 1 la desigualdad perfecta (donde una persona poseería todo). Los países coloreados de rojo son los más desiguales y los de color verde los más igualitarios. En gris los países sin datos. En la leyenda el número aparece como porcentaje, de 0% a 100%. Para una lista completa de los países, véase Anexo:Países_por_distribución_de_la_riqueza

Desigualdad de ingresos entre los países en el año 2013, medidas según el coeficiente de Gini. El coeficiente de Gini es un número entre 0 y 1, donde 0 corresponde a una igualdad perfecta (donde todos tienen el mismo ingreso) y 1 corresponde a una desigualdad perfecta (donde una persona tiene toda la renta y todos los demás no tienen ningún ingreso).
< 0,20
0,20 ↔ 0,24
0,25 ↔ 0,29
0,30 ↔ 0,34
0,35 ↔ 0,39
0,40 ↔ 0,44
0,45 ↔ 0,49
0,50 ↔ 0,54
0,55 ↔ 0,59
≥ 0,60
Sin datos

La desigualdad económica, inequidad económica, economía de la desigualdad o desigualdad de ingresos comprende todas las disparidades en la distribución de bienes e ingresos económicos, entre ellas muy especialmente la distribución de la renta (procedente del salario, ingresos profesionales, pensiones, subsidios de desempleo) como de la distribución de la riqueza (procedente de beneficios, dividendos, intereses, rentas de capital y plusvalías). El término se refiere normalmente a la desigualdad entre individuos y grupos en el interior de una sociedad, pero también se puede referir a la desigualdad entre países. La desigualdad económica está relacionada con la idea de igualdad de oportunidades y la igualdad de resultados.
Uno de los retos históricos actuales, ante el aumento histórico de las desigualdades, es establecer cuáles son las alternativas posibles para reducir la desigualdad cuando el nivel de desigualdad es excesivo y pone en riesgo la supervivencia de personas, sociedades y naciones.

## Introducción

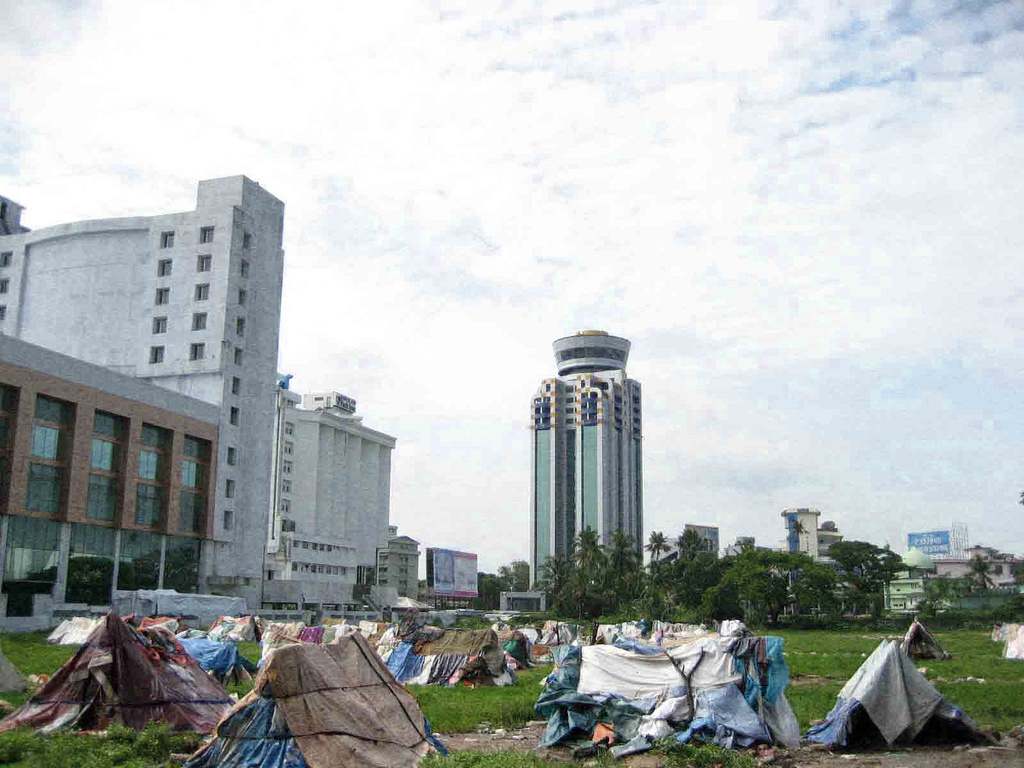
Infraviviendas cerca a edificios comerciales en Cochín, India.

Históricamente la desigualdad de ingreso ha sufrido cambios importantes, relacionándose con desarrollos tecnológicos, cambios climáticos, demográficos, migratorios, bélicos, revolucionarios y de conflictividad social. En general, en los períodos de mayor desigualdad económica aumenta la conflictividad social y en los períodos de mayor igualdad disminuye la conflictividad social.
El concepto actual de desigualdad de ingresos tiene su origen y desarrollo en los orígenes del sistema capitalista. En los siglos XVII y XVIII se produjeron cambios económicos y sociales profundos con la introducción de la manufactura y de la industria de la mano del capitalismo inicial que mostraba formas nuevas de desigualdad que se justificaron en ideas del liberalismo económico.
Será en el período posterior a la Segunda Guerra Mundial, desde 1945 hasta 1974, cuando en los países más desarrollados se produzca una enorme reducción de los niveles de desigualdad social. Desde entonces, señalan autores como Thomas Piketty, la desigualdad ha aumentado en todos los países del mundo.
Existen varios indicadores económicos para medir la desigualdad de ingreso, pero a menudo se usa el coeficiente de Gini, aunque también se utilizan el índice de Atkinson, índice de Theil, índice de Hoover, la comparación interquintil o la varianza logarítimica.

### Desigualdad de Ingresos y desigualdad de riqueza
El economista Branko Milanovic señala la diferencia fundamental entre los ingresos y la riqueza. La desigualdad de riqueza es siempre mayor que la desigualdad de ingresos. La riqueza (herencia, ahorros y rendimientos) está distribuida de manera más desigual que los ingresos derivados del trabajo.
Para Thomas Piketty, defensor de la igualdad económica como condición necesaria para el crecimiento económico y el bienestar social, la tendencia histórica de mejora de las condiciones de dicha igualdad debe perseguir la reducción de la desigualdad de renta (procedente del salario, otros ingresos laborales y profesionales, pensiones, subsidios de desempleo)  así como la desigualdad de riqueza (beneficios, dividendos, intereses, rentas de capital, plusvalías) fundamentalmente mediante una progresividad fiscal.

#### Desigualdad de ingresos
Variable de flujo anual derivada de la actividad laboral -ya sea trabajador por cuenta ajena o trabajador por cuenta propia, es decir del salario así como ingresos de los profesionales, las pensiones o los subsidios de desempleo,

#### Desigualdad de riqueza
Variable estática derivada de la acumulación de la herencia o herencias recibidas a lo largo de la vida, los ahorros acumulados y el rendimiento de todas las inversiones -inmobiliarias, fondos, acciones, etc.-.

## Informe de desigualdad global 2018
En el informe de desigualdad global de 2018 de la World Inequality Database se indica, entre otros aspectos, que la  desigualdad  económica  es  un  hecho  
generalizado que ha aumentado desde los años 1980[cita requerida]. El constante incremento de la desigualdad sin freno puede llevar a todo tipo de catástrofes políticas, económicas y sociales. La desigualdad de ingresos presenta una gran variación entre las distintas regiones mundiales. Es relativamente baja en Europa y máxima en medio oriente. En las últimas décadas la desigualdad de ingresos se ha incrementado en prácticamente todos los países, aunque a ritmos diferentes, siendo las instituciones gubernamentales y las políticas que se realizan decisivas para influir en la desigualdad. Se ha producido una divergencia entre los datos de Europa Occidental y Estados Unidos: estaban igualados en la década de 1980 y ha aumentado significativamente la desigualdad en Estados Unidos. Algunas de las causas que explica el aumento de la desigualdad económica en Estados Unidos son la desigualdad en el acceso a la educación, la menor progresividad en los impuestos (los ricos pagan menos que antes ) y la disminución de las rentas del trabajo frente a las rentas del capital.
El informe destaca la importancia que tiene para reducir la desigualdad la riqueza que está en manos del sector público y el sector privado. Así la desigualdad aumenta cuando aumenta el sector privado y disminuye cuando aumenta el sector público. Los países se han vuelto más ricos pero los gobiernos más pobres por lo que tienen más limitada su capacidad de acción política, social y económica.
Según los redactores del informe la clase media mundial, en términos de riqueza, se reducirá si la situación socioeconómica y política actual no cambia. En el informe se propone la progresividad impositiva como herramienta eficaz para 
limitar el aumento de la desigualdad y la concentración de ingresos y riqueza en unos pocos; también la creación de un registro financiero global de la propiedad financiera para limitar la evasión fiscal, el lavado de dinero y por tanto el crecimiento de la desigualdad. Consideran que un acceso más igualitario a la educación y al trabajo bien remunerados es un condición para impedir tanto el estancamiento económico como el crecimiento débil de los ingresos de la mitad más pobre de la población. Son necesarias inversiones públicas significativas en educación, salud  y  protección  medioambiental,  tanto  para  combatir  la  
desigualdad actual como la futura.

## Causas de la desigualdad económica

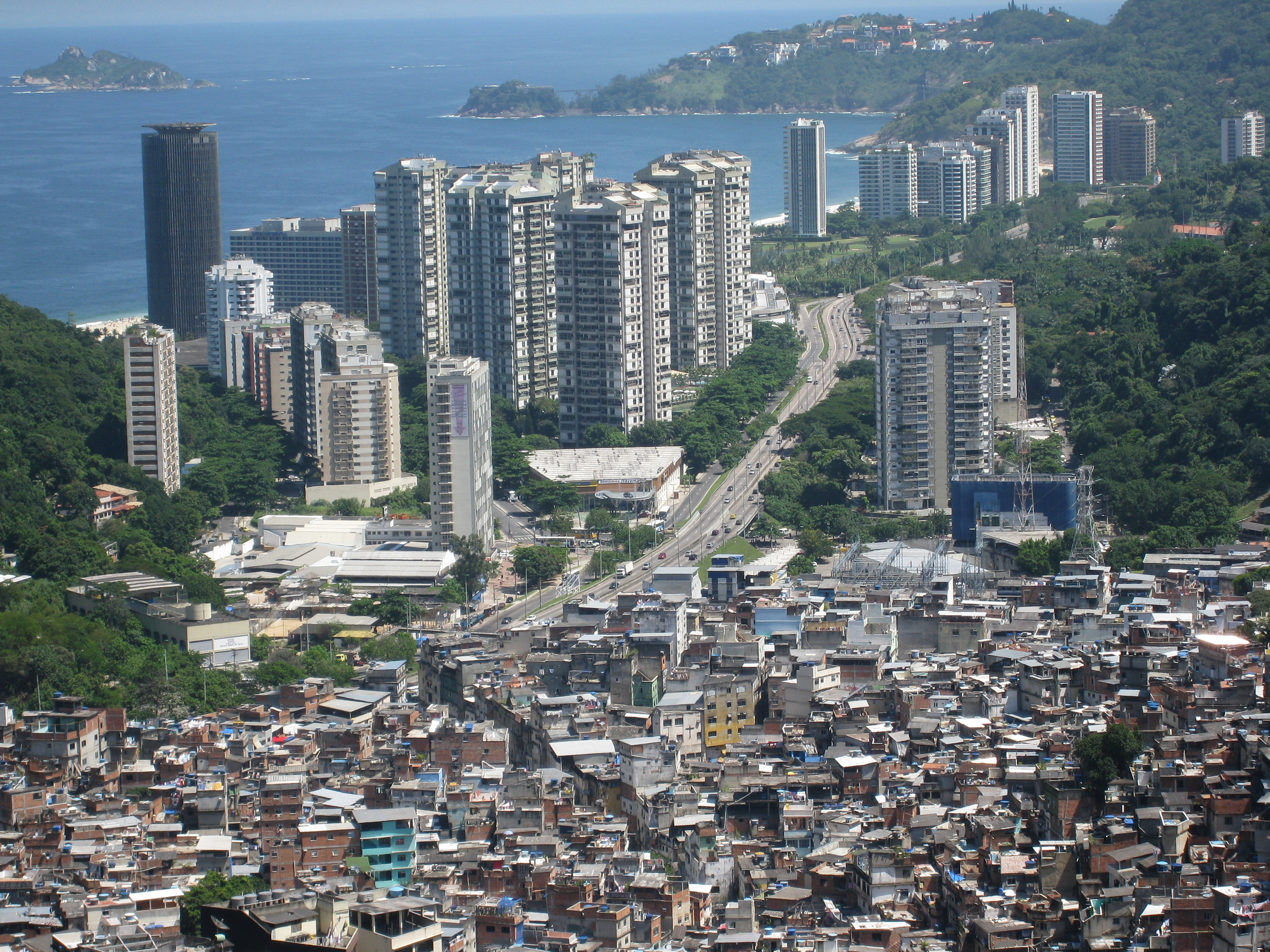
Condominios residenciales de alta gama justo al lado de Rocinha, la favela más grande del estado brasileño de Río de Janeiro, en el barrio de São Conrado.

El cumplimiento en las sociedades de los derechos humanos básicos y la igualdad real de oportunidades es clave para reducir la desigualdad de ingreso. Además deben darse condiciones de redistribución de la riqueza mediante salarios dignos, fiscalidad progresiva y el establecimiento de mecanismos protectores de los sectores más desfavorecidos: niños, desempleados, mujeres y jubilados y ancianos mediante seguros de desempleo, protección a la infancia, pensiones para la vejez, etc.
Entre las causas generales de la desigualdad se encuentran la falta de acceso a la educación, la sanidad, la pobreza económica, y la explotación laboral y de cualquier otro tipo (explotación infantil, explotación sexual, etc.). También pueden señalarse como causas más concretas los sistemas fiscales injustos, la corrupción política, económica y judicial, la acumulación de la tierra, la privatización de servicios públicos y bienes comunes, la desigualdad de género y las guerras.
Para Branko Milanovic las causas de la desigualdad son varias pero inciden unas sobre otras potenciando el empobrecimiento de la mayoría social y el enriquecimiento de unos pocos; la pérdida de peso del trabajo asalariado frente al capital junto con una enorme desigualdad en la distribución del capital y del trabajo bien remunerado; la acumulación de rentas procedentes de herencia, ahorro e inversiones en las mismas personas que ya disfrutan de posiciones privilegiadas en el mundo laboral y son dueños del capital. Además el aumento de la homogamia o emparejamiento selectivo -matrimonio entre personas de altos salarios y alta riqueza- incrementa la desigualdad. La homogamia era propia de sistemas sociales de la antigüedad y estamentales que impedían la movilidad social y se ha prolongado incluso durante la revolución industrial y hasta principios del siglo XX; después se produjo un apertura social al emparejamiento entre personas de distintos ingresos y riqueza que redujo la desigualdad -aumentando la movilidad social-, pero ha vuelto a aparecer de manera más pronunciada en las sociedades modernas en las últimas décadas del siglo XX y siglo XXI.
Explicación de la existencia de la desigualdad de ingreso
Aunque existen ciertos consensos en las condiciones para evitar la desigualdad económica extrema como la igualdad de oportunidades y el cumplimiento de los Derechos humanos existen otros aspectos más discutidos como son la igualdad de resultados y el cumplimiento de los Derechos económicos, sociales y culturales. En general en la justificación y explicación de la desigualdad pueden apreciarse dos visiones ideológicas contrapuestas: 
- Desigualdad de ingresos coyuntural (izquierda política): La desigualdad tiene causas sociales, económicas y políticas que influyen decisivamente en las diferencias sociales y en los resultados de la desigualdad de ingresos y que, por tanto, si se modifican estas también lo hará la desigualdad. Para estos autores la desigualdad extrema es perjudicial para individuos y sociedades y para eliminarla se debe promover la educación y formación de los individuos, garantizar el acceso a la sanidad, imponer una fiscalidad progresiva así como el cumplimiento de los derechos humanos y sociales básicos y garantizar una verdadera igualdad de oportunidades.[13][14][3][15]

- Desigualdad económica estructural (derecha política): La desigualdad es inevitable, no reversible y natural a la condición humana (explicaciones y conceptos próximos al derecho natural, la responsabilidad individual, el statu quo, la aristocracia, la oligarquía, la plutocracia, la meritocracia, el darwinismo social, los estamentos y las clases sociales, etc.). En general quienes defienden estas posiciones consideran que no se puede hacer nada por modificar las diferencias de ingresos entre individuos y naciones y que cualquier medida solamente sirve para atenuar la desigualdad sin poder cambiar su curso natural. Para algunos de estos autores la igualdad económica es contraria a la igualdad de derechos.[16][17]

## Consecuencias de la desigualdad económica
En la publicación de Wilkinson y Pickett de 2009, basado la comparación de más de 150 artículos científicos revela que los países con mayores desigualdades económicas tienen mayores problemas de salud mental y drogas, menores niveles salud física y menor esperanza de vida, peores rendimientos académicos, y mayores índices de embarazos juveniles no deseados. En esos casos también se comprobó que no es el nivel de renta sino la desigualdad económica el factor explicativo principal. Por lo que los autores de dicho estudio concluyen que entre los países más desarrollados, los más igualitarios obtienen un mejor comportamiento en una serie amplia de índices de bienestar social. En su libro de 2018, The Inner Level (El nivel interior, La igualdad interna), continúa con los mismos planteamientos, destacando que en las sociedades menos igualitarias la ciudadanía goza de peor salud que en aquellas que distribuyen mejor su riqueza.
En economía la discusión de fondo sigue siendo si tanto en épocas de crecimiento como de crisis es mejor repartir la tarta (propuesta keynesiana: más igualdad=más crecimiento) que esperar a que sea más grande para repartirla (propuesta clásica de los defensores del libre mercado: menos costes=más crecimiento). Para muchos autores la teoría económica demuestra que es la desigualdad social (desigual distribución de la renta) la que conduce a las crisis. Así ocurrió en el Crack del 29 y la posterior Gran Depresión y así ha vuelto a ocurrir en la actual crisis económica de 2008-2010 iniciada con la crisis financiera de 2008.

## Propuestas para reducir la desigualdad económica

### Thomas Piketty
El economista francés y experto en desigualdad económica Thomas Piketty cuestiona de manera radical la hipótesis optimista del economista ruso Simon Kuznets quien establecía un vínculo directo entre el desarrollo económico y la redistribución de ingresos, resaltando la importancia de las instituciones políticas y fiscales en la instauración de impuestos e ingresos públicos y por tanto en la evolución económica histórica de la distribución de la riqueza.   por lo que propone, para evitar lo que denomina capitalismo patrimonial que genera gran desigualdad de ingresos:
- Consolidación de impuestos progresivos.
- Instauración de un impuesto mundial sobre la riqueza.

### Sandy Brian Hager
Para el profesor y economista Sandy Brian Hager, que ha estudiado la situación de desigualdad en distintos países del mundo, hay varias causas de la desigualdad: niveles de impuestos inadecuados, gobiernos políticos de derechas, sistemas electorales poco representativos y poco peso de los sindicatos en las negociaciones laborales. Por tanto propone, para reducir la desigualdad económica:
- Aumentar las tasas máximas impositivas. Es decir, mayor progresividad de los impuestos.
- Votar a gobiernos de izquierdas. Ya que sus políticas reducen la desigualdad y las políticas de los gobiernos de derechas aumentan la desigualdad de ingresos.
- Promover sistemas electorales con representación proporcional. Los sistemas que premian a las mayorías perjudican la igualdad económica al favorecer los gobiernos de derechas.
- Aumentar la sindicalización de los trabajadores y su representación institucional.

### Jason Hickel & David Woodward & Kevin Anderson
Para Jason Hickel, profesor de antropología y experto en desarrollo global, la pobreza solo ha disminuido en China y el este de Asia mientras que en el resto de zonas geográficas de los tradicionalmente llamados países en desarrollo del hemisferio sur la pobreza relativa y la desigualdad interna y comparativa con otros países ha aumentado. Las metrópolis del colonialismo y las corporaciones de la globalización siguen extrayendo más recursos (a través de materias primas, bajos salarios, evasión de capitales, deuda injusta, etc) que los recursos que llegan a estos países pobres. Acudiendo al economista David Woodward y científico experto en clima Kevin Anderson, señala que con el actual modelo económico, no se puede erradicar la pobreza ya que es físicamente imposible ya que es una imposibilidad estructural dado el nivel de fragilidad ecológica del planeta. La única solución es el decrecimiento:
- Países ricos: decrecimiento inmediato en un 6% anual.
- Países pobres: crecimiento hasta 2025 y decrecimiento de un 3% a partir de 2025.

### Branko Milanovic
Para Branko Milanović existen causas o fuerzas que reducen la desigualdad, tanto positivas o benignas como negativas o malignas. Las fuerzas malignas que reducen la desigualdad son las guerras, los conflictos civiles y las epidemias. Las fuerzas benignas o positivas que reducen la desigualdad son; la presión social a través de la política (izquierda política, socialismo, sindicatos), aumento de la educación pública, generalización del acceso a una sanidad pública, envejecimiento de la población (ya que exige protección social) y cambios tecnológicos que favorecen a los trabajadores menos especializados. Para Milanović debe incidirse en las causas positivas o benignas que inciden en la reducción de la desigualdad -educación, sanidad, apoyo a la izquierda política y los sindicatos, democratización de desarrollos tecnológicos y protección social de la tercera edad-.

### Richard Wilkinson
El epidemiólogo e historiador económico Richard Wilkinson propone elevar el impuesto de sucesiones y eliminar los paraísos fiscales para evitar la evasión de impuestos con el objeto de aminorar la desigualdad económica. Wilkinson, junto a Kate Pickett, ha escrito dos libros sobre desigualdad: Desigualdad: Un análisis de la (in)felicidad colectiva (editorial Turner)—, donde indica los efectos negativos de la desigualdad, e Igualdad. Cómo las sociedades más igualitarias mejoran el bienestar colectivo (en la editorial Capitán Swing)— donde señala como las políticas igualitarias mejoran la calidad de vida de toda la sociedad. En palabras de Wilkinon:

Prohibiría los paraísos fiscales y la maquinaria financiera que ayuda a privilegiados a evadir impuestos. Debería lograrse un acuerdo internacional para frenar estas dos trampas. Y elevaría el impuesto de sucesiones. Estamos creando dinastías. Hay familias en las que los hijos no necesitan trabajar y muchos los miran como si fueran seres superiores cuando no lo son.

### James K. Galbraith
En su libro El fin de la normalidad, el economista James K. Galbraith señala, entre otras cosas, que tenemos un sector financiero estructuralmente incapaz de proporcionar una dirección estratégica a la economía real. Las finanzas mundiales son el enfermo del capitalismo. La financiarización a la que ha llevado el neoliberalismo desde la década de 1980 ha aumentado la desigualdad haciendo insostenible el capitalismo a corto plazo si no llevan a cabo cambios estructurales importantes.
J.K. Galbraith propone un New Deal (nuevo trato) que traiga un mayor esfuerzo de planificación, inversión, educación pública y seguridad social de la historia de la humanidad, es decir, la madre de todos los new deals. Se requiere una política integral que contemple reformas institucionales dirigidas a cambiar la estructura del sistema.
En el programa del 'new deal' deben aparecer el modo de gestionar las limitaciones impuestas por el medio ambiente y los recursos, al tiempo que se preserva la estabilidad social y se mejora la calidad de vida. Su objetivo sería hacer un uso más racional de los recursos, así como la relajación general de las tensiones internacionales y la resolución de los conflictos.

## Informes y bases de datos sobre desigualdad y desarrollo humano
Varias instituciones emiten informes, normalmente anuales, relacionados con la desigualdad social, económica y el desarrollo humano:

### Informe anual sobre Desigualdades Mundiales
El 'Informe anual sobre Desigualdades Mundiales' (World Inequality Report) lo realiza el World Inequality Lab.
- 2022 - Informe sobre desigualdades mundiales[41][42]
- 2'19  Informe sobre desigualdad global

### Base de datos sobre desigualdad
La Base de datos sobre desigualdad (World Inequality Database, es un proyecto del World Inequality Lab. La base de datos está mantenida por unos 100 investigadores de unos 70 países:
- Base de datos de Desigualdad Mundial.

### Informe sobre Desarrollo Humano
El 'Informe sobre Desarrollo Humano' (Human Development Report, HDR) es un informe anual sobre el Índice de desarrollo humano publicado por la 'Oficina de Desarrollo Humano' del Programa de las Naciones Unidas para el Desarrollo (PNUD-UNDP). Últimos informes:
- 2020 - La próxima frontera: el desarrollo humano y el antropoceno (The Next Frontier: Human Development and the Anthropocene).
- 2019 - Más allá de los ingresos, más allá de los promedios, más allá de la actualidad: Las desigualdades en el desarrollo humano en el siglo XXI (Beyond income, beyond averages, beyond today: Inequalities in human development in the 21st century)

### Informe sobre Desigualdad del Banco Mundial
El 'Informe de Desigualdad del LAC Equity Lab dependen del Banco Mundial:
- LAC Equity Lab: Desigualdad

### Libros
- Atkinson, A.B y Bourguignon, F. (1998),  Handbook of Income Distribution, Elsevier
- Atkinson, A.B., Inequality.[5]
- von Braun, Joachim; Eugenio Diaz-Bonilla (2007). Globalization of Food and Agriculture and the Poor. Oxford: Oxford University Press.
- Diamon, Patrick y Giddens, Anthony (2005), The New Egalitarianism, Polity Press
- Dubet, François, La época de las pasiones tristes, Siglo XXI editores, 2020, ISBN 9789878010021.
- Dubet, François, Por qué preferimos la desigualdad, Siglo XXI editores, 2021, ISBN 9788412448818.
- Galbratih, James K., (2015-2018) El fin de la normalidad, 2018, Traficantes de sueños. (The End of Normal. The Great Crisis and the Future of Growth, Simon&Schuster, 2015)
- Hickel, Jason, (2014) The Divide:A Brief Guide to Global Inequality and Its Solutions,[44]
- Lambert, Peter. Distribution and Redistribution of Income. Manchester: Manchester University Press, 2002, 3ª edition. ISBN 0-7190-5732-9
- Lynn, Richard y Vanhanen, Tatu. IQ and the Wealth of Nations. Helsinki: University of Helsinki, Westport, CT: Praeger, 2002. ISBN 0-275-97510-X
- Milanovic, Branko, (2012) Los que tienen y los que no tienen. Una breve y singular historia de la desigualdad global, Alianza Editorial, ISBN 9788420671529. (The Haves and the Have-Nots: A Brief and Idiosyncratic History of Global Inequality, Basic Books, New York, 2010)
- Milanovic, Branko, (2017) Desigualdad mundial. Un nuevo enfoque para la era de la globalización, FCE - Fondo de Cultura Económica, ISBN 9786071653956. (Global Inequality: A New Approach for the Age of Globalization, Harvard University Press, New York, 2016)
- Pigou, Arthur Cecil (1932). The Economics of Welfare (4ta. edición). Londres: Macmillan.
- Piketty, Thomas, Capital in the Twenty-First Century (Cambridge, MA: Belknap Press)[45]

- Piketty, Thomas, El capital en el siglo XXI, Fondo de Cultura Económica, 2014
- Piketty, Thomas, On the Long run evolution of inheritance. France, 1820–2050

- Piketty, Thomas (2021), 'Una breve historia de la igualdad' [Une brève histoire de l'égalité], 2021, editorial Deusto, 294 págs.
- Scheidel, Walter, El gran nivelador. Violencia e historia de la desigualdad desde la Edad de Piedra hasta el siglo XXI (The Great Leveler, 2017), Editorial Crítica, 2018.
- Schmidtz, David (2006). The Elements of Justice. Cambridge: Cambridge University Press. ISBN 0-521-53936-6.
- Sen, Amartya y Foster, James. On Economic Inequality. Oxford: Oxford University Press, 1997. ISBN 0-19-828193-5.
- García-Peñalosa, Cecilia; Stephen J. Turnovsky (enero de 2006). «Growth, Income Inequality, and Fiscal Policy: What are the Relevant Tradeoffs?» (PDF). Archivado desde el original el 8 de diciembre de 2006. Consultado el 14 de diciembre de 2006.
- von Mises, Ludwig (1996). «chapter XXXV: The Welfare Principle versus the Market Principle». Human Action: A Treatise on Economics. Foundation for Economic Education. ISBN 1572460210.
- Wilkinson, Richard. The Impact of Inequality: How to Make Sick Societies Healthier, The New Press, 2005. ISBN 1-56584-925-6 (hc.)
- Richard Wilkinson & Kate Pickett (2009). Desigualdad: Un análisis de la (in)felicidad colectiva (Why more equal societies almost always do better) (1ª edición). Turner. ISBN 978-84-7504-918-0 |isbn= incorrecto (ayuda).
- Wilkinson, Richard y Pickett, Kate; The Inner Level. How More Equal Societies Reduces Stress, Restore Sanity and Improve Everyone's Well-being, Penguin, 2018, ISBN 9781846147418
- Wilkinson, Richard y Pickett, Kate; Igualdad. Cómo las sociedades más igualitarias mejoran el bienestar colectivo, ISBN 978-84-949667-8-1, Capitán Swing.